# やくらいガーデン

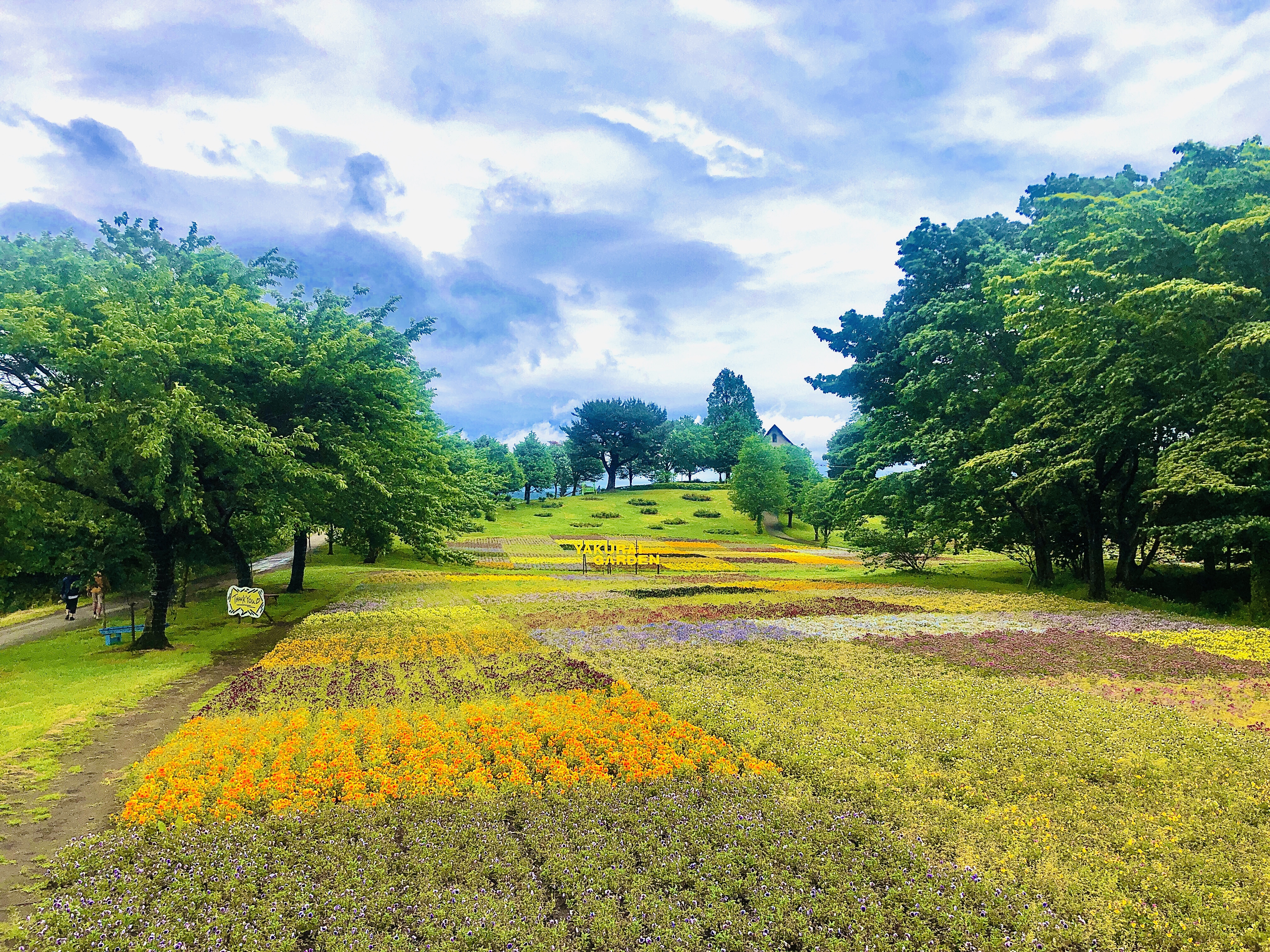
ふるるの丘、光と緑の教会へ続く道

やくらいガーデンは、宮城県加美郡加美町にある庭園で春から秋にかけて開園。所在地は宮城県加美郡加美町字味ヶ袋やくらい原1-9。

## 概要
薬莱山周辺のレジャー施設「やくらいリゾート」の一つ。1997年に開園し、やくらいガーデンの他にゴルフ場、コテージ、室内プールなどがある。
総面積は東京ドーム３個分を上回る15万平方メートル、栽培植物400種類からなる広大な庭園。敷地内は四季を通して花々が豊かに咲き乱れており、ローズガーデン、ハーブガーデン、ふるるの丘など8つのテーマガーデンで構成。
見頃は9月～10月頃でライトアップ等の季節限定イベントもある。
お土産屋、レストラン、カフェもある。

## アクセス

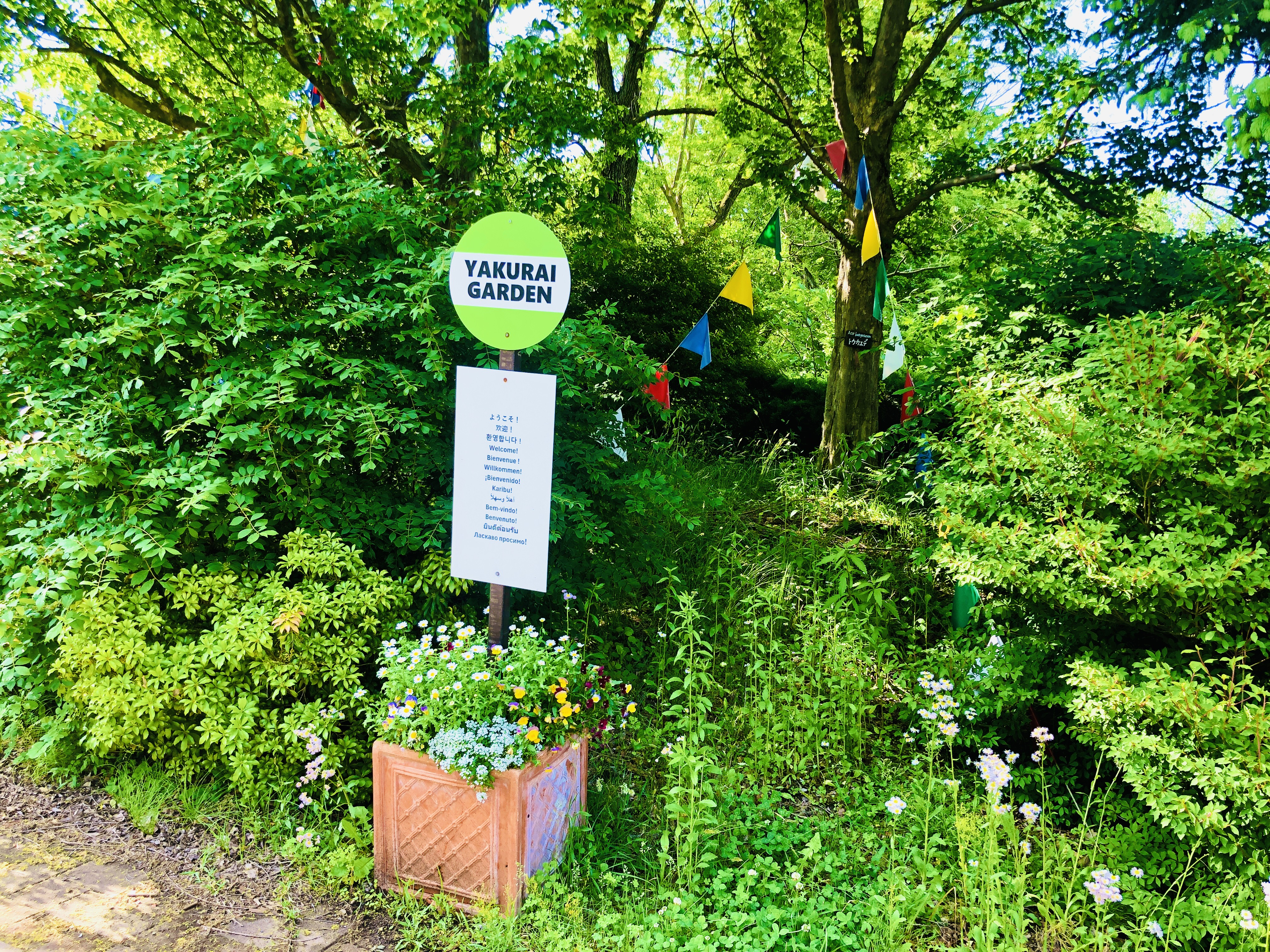
多言語のウェルカムボード

- JR東日本 仙台駅：土休日は期間限定バスあり[4]
- JR東日本 西古川駅：車で30分
- 仙台空港：東北自動車道を車で80~90分